# Ranunculus mogoltavicus
Ranunculus mogoltavicus är en ranunkelväxtart som först beskrevs av Mikhail Grigoríevič Popov, och fick sitt nu gällande namn av Ovczinn.. Ranunculus mogoltavicus ingår i släktet ranunkler, och familjen ranunkelväxter. Inga underarter finns listade i Catalogue of Life.